# Montigny-sur-Aube
Montigny-sur-Aube je naselje in občina v francoskem departmaju Côte-d'Or regije Burgundije. Leta 1999 je naselje imelo 343 prebivalcev.

## Geografija
Kraj leži v pokrajini Burgundiji ob meji s Šampanjo, ob reki Aube, 89 km severno od središča Dijona.

## Uprava
Montigny-sur-Aube je sedež istoimenskega kantona, v katerega so poleg njegove vključene še občine Autricourt, Belan-sur-Ource, Bissey-la-Côte, Boudreville, Brion-sur-Ource, La Chaume, Courban, Gevrolles, Les Goulles, Grancey-sur-Ource, Lignerolles, Louesme, Riel-les-Eaux, Thoires in Veuxhaulles-sur-Aube z 2.470 prebivalci.
Kanton Montigny-sur-Aube je sestavni del okrožja Montbard.